# Polymixis viridiobscura
Polymixis viridiobscura är en fjärilsart som beskrevs av Johann August Ephraim Goeze. Polymixis viridiobscura ingår i släktet Polymixis och familjen nattflyn. Inga underarter finns listade i Catalogue of Life.